# مايكل هارتمان
مايكل هارتمان (بالإنجليزية: Michael Hart)‏ (10 فبراير 1980 في المملكة المتحدة - ) هو لاعب كرة قدم بريطاني في مركز الدفاع. لعب مع بريستون نورث إيند وسانت جونستون ونادي أبردين ونادي هيبرنيان وأردريونيانز ونادي ليفينغستون لكرة القدم وHuntly F.C. ‏.

## وصلات خارجية
- مايكل هارتمان على موقع قاعدة بيانات كرة القدم.إي يو (الإنجليزية)
- مايكل هارتمان على موقع Soccerbase.com (لاعب) (الإنجليزية)